# Eduard Vladimír Tvarožek
Eduard Vladimír Tvarožek (13. května 1920 Horný Ďur – 9. srpna 1999 Trenčín, pochován na slovenském Národním hřbitově v Martině) byl slovenský esperantista, básník a překladatel.

## Tvorba

### Původní

#### Básnické sbírky
- Sola en sunsubiro (v esperantu Sám ve slunci západu; 1992)

#### Divadelní hry
- Ni ludas teatraĵojn (v esperantu Hrajeme divadlo) – tři jednoaktovky z roku 1971, vyznamenané na literární soutěži Belartaj Konkursoj

#### Učebnice
- Skizo de la Esperanta literaturo (v esperantu Přehled esperantské literatury, Partizánske: Espero, 2004)
- Základy esperanta (3. opravené vydání, Partizánske: Espero, 1994)

### Překlady
Do slovenštiny z esperanta přeložil:
- Tempesto super Akonkagvo od T. Sekelje
- Ekspedicio Kon Tiki od T. Heyerdahla
- La travivaĵoj de Guignol (hry pro loutky od L. Moszcynského)

Byl také jedním z překladatelů antologie slovenské literatury v esperantu Slovaka Antologio (red. Magda Šaturová-Seppová), Bratislava: SPN, 1977. Do esperanta pak přeložil divadelní hru Mohajra plejdo (Mohérový pléd, 1966) od J. Kákoše.
Dále překládal také díla Alexyho, Vajanského, Záthurecké aj.
Překládal z angličtiny, němčiny, esperanta, chorvatštiny, maďarštiny a ruštiny.